# Амуры (село)
Амуры (укр. Амури) — село, относится к Ананьевскому району Одесской области Украины.
Население по переписи 2001 года составляло 149 человек. Почтовый индекс — 66433. Телефонный код — 4863. Занимает площадь 0,85 км². Код КОАТУУ — 5120285602.

## Местный совет
66432, Одесская обл., Ананьевский р-н, с. Шимково